# Colégio de Santo Antão

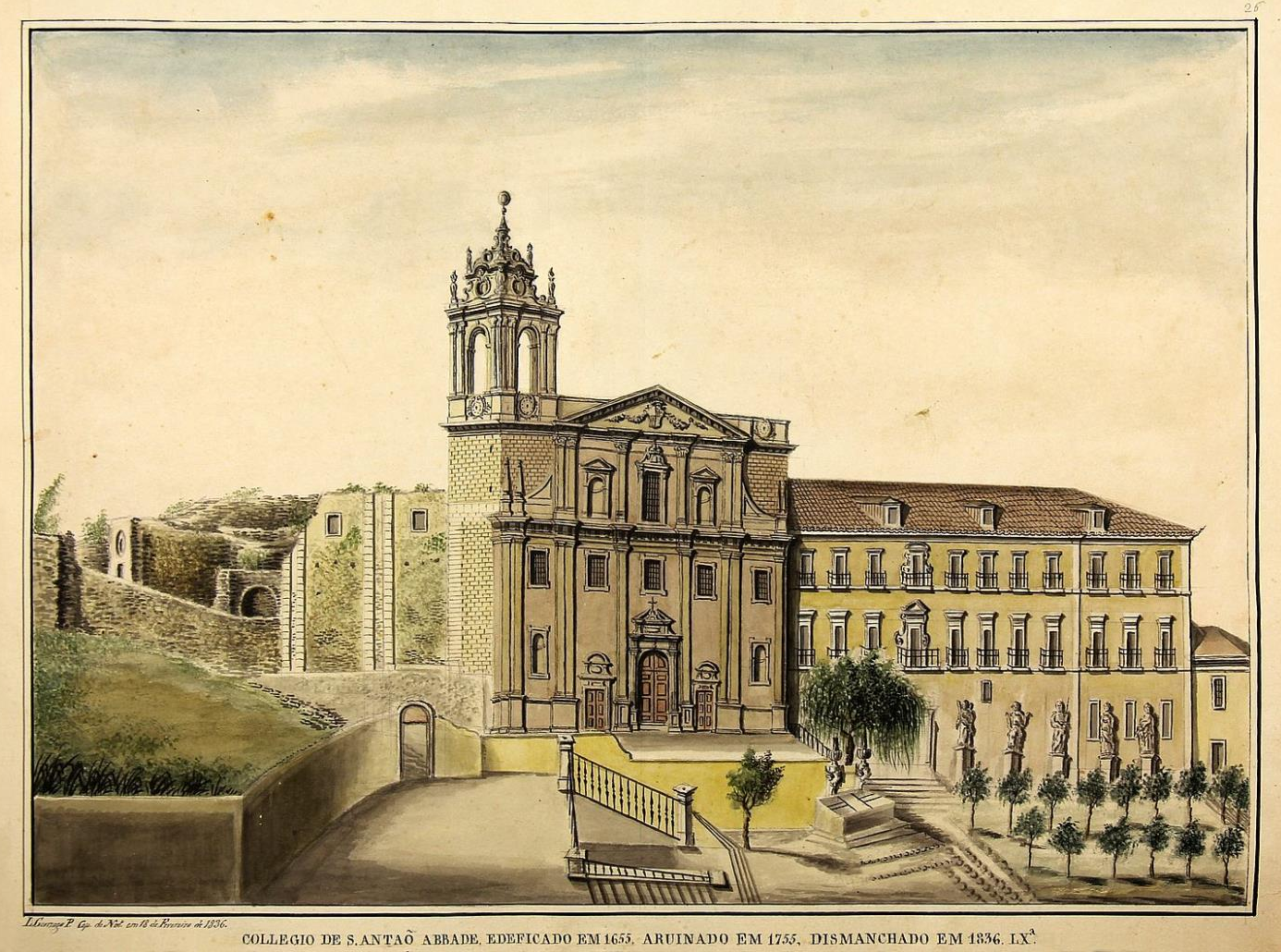
Aspecto do antigo edifício do Colégio de Santo Antão em 1836, em desenho de Luís Gonzaga Pereira

O Colégio de Santo Antão o Novo foi um colégio Jesuíta em Lisboa, que funcionou de 1553 até à expulsão da Companhia de Jesus de Portugal, em 1759. Inicialmente sediado na Mouraria, no anterior convento de Santo Antão, passou para novas instalações no que é hoje o Hospital de São José.
Foi a primeira instituição de ensino gratuito em Portugal, estabelecido pela Companhia de Jesus: "todas as crianças capacitadas que soubessem ler e escrever e estivessem dispostas a confessar-se uma vez por mês, podiam frequentar o Colégio sem mais condições". O seu primeiro reitor foi o Jesuíta Inácio de Azevedo.
Nele teve lugar a famosa "Aula da Esfera", onde se ensinaram as últimas novidades cientificas.
As grades curriculares desse centro de ensino incluíam, além das Ciências e Matemática, disciplinas como: Latim, Gramática, Humanidades, Retórica e introduções à Teologia Moral, à Teologia Dogmática e à Filosofia, consideradas únicas ao ensino no contexto português.
Não confundir com o Mosteiro de Santo Antão o Velho do qual resta ainda, embora recuperada depois do terramoto de 1755, a Igreja Nossa Senhora do Socorro na antiga freguesia do Socorro (Lisboa).